# 寺田心
寺田 心（てらだ こころ、2008年6月10日 - ）は、日本の俳優、子役、タレント。
愛知県名古屋市出身、ジョビィキッズプロダクション所属。

## 経歴
2011年（平成23年）、3歳から芸能活動を開始。2015年（平成27年）、TOTO『ネオレスト』のCMが話題となり、YouTubeで動画再生回数が130万回を超えるなど注目を集める。このCMで「2015 55th ACC CM FESTIVAL・クラフト賞 フィルム部門 演技賞」を受賞。以降、多数のCMやバラエティ番組に出演。2017年（平成29年）、NHK大河ドラマ『おんな城主 直虎』で虎松の幼少期を演じた。

## 人物
非常に礼儀正しく、共演者への丁寧な挨拶回りを行っている。性格は非常に臆病で、「一人でトイレに居ることを怖がりドアも閉められない」と言ったこともある。好きな食べ物はトマトで、複数のテレビ番組出演時に公言している。母や祖母に料理を作ってあげるようになりたいとの理由からシェフになることが将来の目標で、同時に俳優活動を続けていきたいと語っている。
子役時代から近年までプロフィールの血液型が“A型”と表記されていた時期があったが、自身が出演したCMのメイキング映像にて、自身が“AB型”である発言をしている。

## 受賞歴
2015年
- 2015 55th ACC CM FESTIVAL クラフト賞 フィルム部門 演技賞（TOTO『ネオレスト』）[8]

2018年
- ミラノ国際映画祭2018 外国映画部門・最優秀主演男優賞（『ばあばは、だいじょうぶ』）[12]

2019年
- 2019 59th ACC TOKYO CREATIVITY AWARDS クラフト賞 フィルム部門 演技賞（「ブックオフコーポレーション」）

## 出演

### テレビドラマ
- とんび 第8話（2013年3月3日、TBS） - 市川安男（幼少期） 役
- 明日、ママがいない 第6話 - 第8話（2014年2月19日 - 3月5日、日本テレビ） - ニッパチ 役
- ホテルコンシェルジュ 第1話（2015年7月7日、TBS） - 海宝翼 役[13]
- ABUアジア子どもドラマシリーズ「ブラジルへの近道」（2015年7月21日、NHK Eテレ） - 主演・陸 役[14]
  - こころのおはなし（2020年11月23日・12月26日・2021年8月11日・12日・13日、NHK Eテレ） - ナビゲーター[14]
- 5→9〜私に恋したお坊さん〜（2015年10月12日 - 12月14日、フジテレビ） - 那覇三休 役[15][16][17]
- 大岡越前3 第2回（2016年1月22日、NHK BSプレミアム） - 三之助 役[18]
- OUR HOUSE（2016年4月17日 - 6月12日、フジテレビ） - 伴新太郎 役[19][20][21]
- 土曜ドラマ（NHK総合）
  - スニッファー 嗅覚捜査官 第5話（2016年11月19日） - 真壁洋一 役[22]
  - バカボンのパパよりバカなパパ 最終回（2018年7月28日） - 弘人 役
  - ひきこもり先生 シーズン2（2022年12月17日 - 24日） - 松田篤人 役
- 大河ドラマ（NHK）
  - おんな城主 直虎（2017年） - 虎松（幼少期） 役[9][23][24]
  - べらぼう〜蔦重栄華乃夢噺〜（2025年） - 田安賢丸（松平定信） 役[25]
- 遺留捜査 第2話（2017年7月20日、テレビ朝日） - 西崎優太 役[26]
- Eテレ60　Eうた♪ココロの大冒険（2019年1月1日、NHK Eテレ） - 主演[27]
- トクサツガガガ（2019年1月18日 - 3月1日、NHK総合「ドラマ10」） - ダミアン（田宮拓） 役[28][29][30]
- 庶務行員 多加賀主水が悪を断つ（2019年2月10日、テレビ朝日） - 山崎大樹 役
- 浮世の画家（2019年3月24日、NHK BS8K） - 村上一郎 役[31]
- ハル〜総合商社の女〜（2019年10月 - 12月、テレビ東京） - 海原涼 役
- 世にも奇妙な君物語 第5話「脇役バトルロワイヤル」（2021年4月2日、WOWOW） - 天才子役 役
- 相棒 season21 第17話（2023年2月15日、テレビ朝日） - 奥山幹太 役[32]
- 連続テレビ小説 らんまん（2023年8月、NHK）- 山元虎鉄 役[33]
- ブラックポストマン 第1話（2023年8月18日、テレビ東京） - 吉井和馬 役[34]
- 新・暴れん坊将軍（2025年1月4日、テレビ朝日） - 伊藤汝鈞 役
- ワタシってサバサバしてるから2（2025年2月5日、NHK BSプレミアム4K / 2025年5月5日 - 6月5日、NHK総合） - 戸田瑛斗 役[35]

### 映画
- L♥DK（2014年4月12日、東映） - 星野宏太 役
- トワイライト ささらさや（2014年11月8日、ワーナー・ブラザース映画） - ダイヤ 役[36][37][38]
- パパはわるものチャンピオン（2018年9月21日、ショウゲート） - 大村祥太 役[39][40][41]
- ばあばは、だいじょうぶ（2019年5月10日、イオンエンターテイメント / エレファントハウス） - 主演・中前翼 役[12][42]
- 妖怪大戦争 ガーディアンズ（2021年8月13日、東宝 / KADOKAWA） - 主演・渡辺兄 役[43]
- 鋼の錬金術師シリーズ（ワーナー・ブラザース映画） - セリム・ブラッドレイ 役
  - 鋼の錬金術師 完結編 復讐者スカー（2022年5月20日）[44]
  - 鋼の錬金術師 完結編 最後の錬成（2022年6月24日）[44]

### 吹き替え
- ホーム・アローン3（2019年12月6日、日本テレビ版） - アレックス・プルイット 役〈アレックス・D・リンツ〉[45]
- シャザム!〜神々の怒り〜（2023年3月17日） - ユージーン 役〈イアン・チェン〉[46]

### 劇場アニメ
- 屋根裏のラジャー（2023年12月15日公開、東宝） - 主演・ラジャー 役[47]

### その他のテレビ番組
- どぅんつくぱ〜音楽の時間〜（2014年10月17日 - 12月12日、フジテレビ） - 西澤愛菜と共に司会[48][49]
- 香川照之の昆虫すごいぜ!（2016年10月10日 - 2019年10月14日、NHK Eテレ） - 子カマキリ 役
- クイズ!あなたは小学5年生より賢いの?（2019年10月 - 2020年3月、日本テレビ） - 解説
- キスマイ超BUSAIKU!?（2022年5月5日 - 2023年8月、フジテレビ）-「なごや男子」のメンバー
- 心がハタチになる頃には（2022年7月2日、テレビ朝日） - MC[50]
- 東海テレビ開局65周年記念 新春スペシャル 藤井聡太21才（2024年1月1日、東海テレビ） - ナレーション[51]

### CM
- ダスキン「スタイルフロアLaLa」
- 味の素 企業CM「日本のお母さん」
- TOTO - リトルベン 役
  - 『ネオレスト』（2015年 - 2017年）[52][53][54]
  - 『サザナ』（2016年1月）
  - 『シンラ』（2018年7月）
- サンヨー食品
  - 『サッポロ一番』（2015年 - 2020年）[55][56][57]
- イトーヨーカ堂（2015年6月・11月）[58][59]
- 森永乳業
  - 『森永ビヒダスヨーグルトBB536』（2015年7月）[60]
  - 『クリープ』（2016年3月） - こどもマスター 役[61]
- ウォルト・ディズニー・スタジオ・ジャパン（現 : ウォルト・ディズニー・ジャパン）
  - 『インサイド・ヘッド MovieNEX』（2015年11月）[62]
- クラシエフーズ
  - 『ぷちっと』早口言葉ゲーム篇（2016年）
  - 『ねるねるねるね』ずっとおいしい子どもの驚き篇（2016年）
- ABC-MART（2016年6月） - ハリネズミ 役（声の出演）[63]
- KDDI au三太郎シリーズ - 桃太郎（幼少期） 役
  - 「三太郎の出会い」篇（2016年9月）[64][65][66]
  - 「本当のスター」篇（2016年10月）[67][68]
  - 「夢のスター」篇（2016年11月）[69][70]
- ミクシィ
  - 『モンスターストライク』（2016年12月）
- サントリー食品インターナショナル
  - 『サントリー天然水』 「イノシシの子どもの声」
  - 『デカビタC』（2017年4月） - キノピオ 役[71]
- 厚生労働省（2017年3月） - カクニンジャ 役（声の出演）[72]
- 呉工業
  - 『KURE 5-56』（2017年4月） - 寺田5-56 役
- ホクレン
  - 『ゆめぴりか』『ななつぼし』（2017年10月）[73][74]
  - 『ミルクランド北海道』（2022年12月 - ）[75]
- ユーキャン（2018年1月）
- ライオン
  - 『トップスーパーNANOX』（2018年4月）
- ブックオフ
  - 「本ねぇじゃん」篇「すごいやん心くん」篇（2019年3月・4月）[76]
  - 心くんの指導 「大盤振る舞い」篇「儲ける気あんのか」篇「あやしく」篇（2019年12月）
  - 「本を欲する人々」- 木村多江と共演
    - 第1話 出会い/そのまま売れる篇・ 第2話 学び/まとめて売れる篇（2020年11月 - ）[77]
    - 第3話 再会/大買取祭 篇 （2020年12月 - ）[78]

  - 「あるじゃん！はじまる」篇 （2021年4月 - ） - 松本穂香と共演[79]
  - 「大買取祭」篇 （2021年12月 - ） - 松本穂香と共演[80]
  - 「ウルトラセール」篇 （2021年12月） - 松本穂香と共演[81]
  - 「好きなのあるじゃん!GW」篇（2022年4月 - ） - なかやまきんに君と共演[82]
- 東京ガス 電気代にうる星やつら
  - 「電気代にうる星やつら/登場篇」（2019年7月 - ） - 深田恭子と共演[83]
  - 「電気代にうる星やつら/祭り篇」「電気代にうる星やつら/プロパンに囲まれて篇」（2019年10月 - ） - 深田恭子と共演[84]
  - 「電気代にうる星やつら/ラムバンド期間限定篇」（2020年１月 - ） - 深田恭子と共演[85]
- NTTドコモ
  - 「みんなドコモ割 楽屋挨拶」篇（2019年）[86]
  - 「栄光のスマホ道」篇（2019年）[87]
- 江崎グリコ 牧場しぼり「新しくなった」篇（2020年3月 - ） - WEBCM[88]
- スズキ「スペーシア」（2020年8月 - ）
- 日本マクドナルド ごはんベーコンレタスバーガー「ごはんat HOME・息子」篇（2020年10月） - 塙宣之（ナイツ）と共演[89]
- ソフトバンク 学割HERO'S
  - 「親孝行」篇（2021年1月 - ） - 松本人志（ダウンタウン）、小池栄子と共演[90]
  - 「すべての親がHERO’S」篇（2021年3月 - ） - 松本人志（ダウンタウン）、小池栄子と共演[91]
- ポケモン New ポケモンスナップ
  - 「ポケモンの生態篇」（2021年1月 - ） - フワちゃんと共演[92]
  - 「それぞれのスナップ篇」「伝説との遭遇篇」（2021年4月 - ） - フワちゃんと共演[93]
- ナガセ
  - 四谷大塚「オンライン小学校開校」（2021年2月）
  - 東進ハイスクール「オンライン中学校開校」（2021年2月）
- 大創産業
  - 「ダイソーれたことやる課」（2022年4月）
- 大塚食品 ビタミン炭酸MATCH「男子校のオレが共学に!?異世界転校生ココロ」（2024年4月）[94]

### MV
- ファイヴ・セカンズ・オブ・サマー 『シーズ・カインダ・ホット』日本版（2015年9月29日）[95]

### その他
- 映画「クーキー」監督&主演来日記念イベント（2015年7月）[96][97]
- 映画「ベル&セバスチャン」トークショー（2015年9月）[98][99]
- 龍三と七人の子分たち DVD&Blu-ray発売イベント（2015年10月）[100][101][102]
- イトーヨーカドー おせち 2017 PRイベント（2016年11月）[103][104]
- Netflixオリジナルドラマ『フラーハウス』シーズン2・ジャパンプレミアイベント（2016年12月）[105][106][107]
- 映画「LION/ライオン 〜25年目のただいま〜」特別試写会トークイベント（2017年3月）[108][109][110]